# ALF (serie animata)
ALF è una serie televisiva a cartoni animati trasmessa originariamente su NBC nel 1987, come un cartone del sabato mattina. La serie si tratta di uno spin-off dell'omonima sitcom in live action ALF. In Italia è stata trasmessa nel 1990.

## Personaggi
- Gordon Shumway/ALF - La star della serie
- Augie Shumway - Sorellina di Gordon
- Bob Shumway - Padre di Gordon
- Cantfayl il comandante
- Curtis Shumway - Fratellino di Gordon
- Eggbert Petty
- Flo Shumway - Madre di Gordon
- Larson Petty - Il cattivo
- Madame Poughkeepsie - la tellera fortunata
- Rhonda - Fidanzata di Gordon
- Sergente Staff
- Skip - Amico di Gordon
- Rick Fusterman - Altro amico di Gordon
- Stella the waitress
- Spudder - Amico di Curtis

## Episodi

### Stagione 1
1. Phantom pilot (La pilota fantasma)
2. Hair Today, Bald Tomorrow (Oggi peloso, domani calvo)
3. Two for the Brig
4. Gordon Ships Out
5. Birdman of Melmac
6. Pismo and the Orbit Gyro
7. 20,000 Years in Driving School
8. Pride of the Shumways
9. Captain Bobaroo
10. Neep at the Races
11. Salad Wars
12. Tough Shrimp Don't Dance
13. Home Away from Home

### Stagione 2
1. Flodust Memories
2. Family Feud
3. Clams Never Sang for My Father
4. A Mid-Goomer Night's Dream
5. The Bone Losers
6. Thank Gordon for Little Girls
7. Hooray for Mellywood
8. The Spy from East Velcro
9. He Ain't Seafood, He's My Brother
10. Looking for Love in All the Wrong Places
11. The Slugs of Wrath
12. Housesitting for Pokipsi
13. Skipper's Got a Brand New Dad

## Doppiaggio
| Nome del personaggio  | Doppiatore originale | Doppiatore italiano |
| --------------------- | -------------------- | ------------------- |
| Gordon Shumway (ALF)  | Paul Fusco           | Gigi Angelillo      |
| Augie Shumway (Rhoda) | Paulina Gillis       | Myriam Catania      |
| Flo Shumway           | Peggy Mahon          | Barbara Castracane  |
| Bob Shumway           | Thick Wilson         | Carlo Sabatini      |
| Curtis Shumway        | Noam Zylberman       | Francesco Venditti  |
| Sloop                 | Dan Hennessey        | ?                   |
| Skip                  | Rob Cowan            | ?                   |
| Stella                | Ellen-Ray Hennessey  | ?                   |